# PLZ-89自行榴弹炮
PLZ-89自行榴弹炮也称89式122毫米自行榴弹炮，是中國人民解放軍装备的国产第二代122毫米口径自行火炮。于1980年代末研制成的，主要装备中国人民解放军陆军和海军陆战队合成旅下屬炮營。性能与苏联制2S1式122毫米自行榴弹炮类似。目前正逐步被底盤和火炮都更加優秀的第三代——PLZ-07自行榴彈砲取代。
PLZ-89自行榴弹炮参加了1999年10月1日的中华人民共和国国庆50周年阅兵式，排在装备方队的第8位，由中国人民解放军第38集团军的成员驾驶。

## 设计
PLZ-89自行火炮的履带式轻型底盘是由77式两栖装甲输送车底盘改造而来，采用发动机-传动装置前置，车体中、后部是战斗室的布局方案。驾驶室位于车体左前部，驾驶室操纵装置带液压系统。炮塔通过大直径座圈与车体相连构成全封闭式战斗室，炮塔内装有三防/自动灭火抑爆装置，炮塔外两侧带有烟幕发射器。车体尾部开有后门，以便补充弹药。车体和炮塔均能抵御轻武器子弹和小型弹片的防护标准。
PLZ-89使用450马力（330千瓦）的12V150L12型水冷式增压柴油机，公路上最大行进速度达到60公里/小时。该炮车具有一定的两栖作战能力。
PLZ-89自行火炮装有一门带炮口制退装置/炮身抽烟装置的122mm口径榴弹炮，是由83式122毫米牵引榴弹炮（仿制自苏联制D-30型牵引式榴弹炮）身管进行改进而来，重新设计反后坐装置，带半自动装弹机构可任意角装弹，旋转式炮塔可进行360度环射。装有直接瞄准镜和间接瞄准镜。车内弹舱携带弹药40发，主要配备杀伤爆破榴弹。发射普通杀伤爆破弹最大射程约15公里，发射底凹弹时最大射程18公里，发射底部排气增程弹时最大射程20公里。
PLZ-89自行火炮的辅助武器为炮塔顶部安装一挺12.7mm口径高/平两用机枪。

## 出口
该型自行火炮曾出口至委内瑞拉。